# Pavle Paja Ristić
Pavle Paja Ristić (Dimitrovgrad, 1932 — Beograd, 2011) bio je srpski vajar.

## Biografija
Rođen je 4. juna 1932. godine u Dimitrovgradu, a odrastao i stekao osnovno obrazovanje u Pirotu. Posle završene srednje škole za primenjenu umetnost u Nišu, na vajarskom odseku, odlazi za Beograd gde je studiraо slikarstvo. Radio je u Večernjim Novostima od 1968-1992. godine gde se i penzionisao kao ilustrator i tehnički urednik više izdanja tadašnje novinske kuće Borba. Uporedo sa radom u Borbi sarađivao je na mnogim izdanjima: Kekec, Duga, Enigma, Zov itd.
Autor je tri monumentalna spomenika u rodnom Pirotu: 
- Spomenik Nikoli Tesli, ispred pirotske elektrodistiribucije otkriven 1979. (bronza, veličina: 2,25 m),
- Spomenik dr Voislavu Vučkoviću, ispred hotela Pirot otkriven 1983. (bronza veličina: 3,3m sa postamentom) i
- Orla spomenika, posvećenog balkanskim i prvom svetskom ratu, originalni spomenik su Bugari odsekli i odneli u Sofiju gde su ga pretopili 1941. godine, te tako original nestaje zauvek. Pavle i tadašnji direktor muzeja Ponišavlja dogovaraju obnovu spomenika i otkrivaju ga 1987. godine.

Autor je velikog broja portreta, plakata, plaketa, reljefa, bista, spomenika, skulptura, ikona i slika raznih tehnika. Bio je član ULUPUDS-a, imao je samostalne izložbe u Pirotu, Pančevu, Beogradu i Trsteniku... i učestvovao je na mnogim kolektivnim izložbama.
Spomenike je ostavio po čitavoj Srbiji i tako da je teško utvrditi tačan broj.Preminuo u Beogradu 5. maja 2011. godine.